# Résolution 1691 du Conseil de sécurité des Nations unies
Membres permanents
- Chine
- États-Unis
- France
- Royaume-Uni
- Russie

Membres non permanents
- Argentine
- Congo
- Danemark
- Ghana
- Grèce
- Japon
- Pérou
- Qatar
- Slovaquie
- Tanzanie

Résolution no 1690 Résolution no 1692
La Résolution 1691 est une résolution du Conseil de sécurité des Nations unies adoptée sans vote le 22 juin 2006, dans sa 5473e séance, concernant le Monténégro et qui recommande à l'Assemblée générale des Nations unies d'admettre ce pays comme nouveau membre.

## Vote
La résolution a été adoptée sans vote

## Texte
- Résolution 1691 Sur fr.wikisource.org
- Résolution 1691 Sur en.wikisource.org